# Земля Толлан
Земля Толлан (англ. Tollan Terra) — обширная светлая возвышенность на поверхности Титана, самого большого спутника Сатурна. Находится к северо-востоку от тёмной местности Сэнкё (координаты центра — 6°24′ с. ш. 322°42′ з. д. / 6,4° с. ш. 322,7° з. д.). Под термином «земля» понимается обширная возвышенность.
Максимальный размер структуры составляет 800 км. Земля Толлан была обнаружена на снимках космического аппарата Кассини (во время стандартного пролёта около Титана). Названа в честь Толлана, ацтекского рая. Это название было утверждено Международным астрономическим союзом в 2012 году.